# Gundel

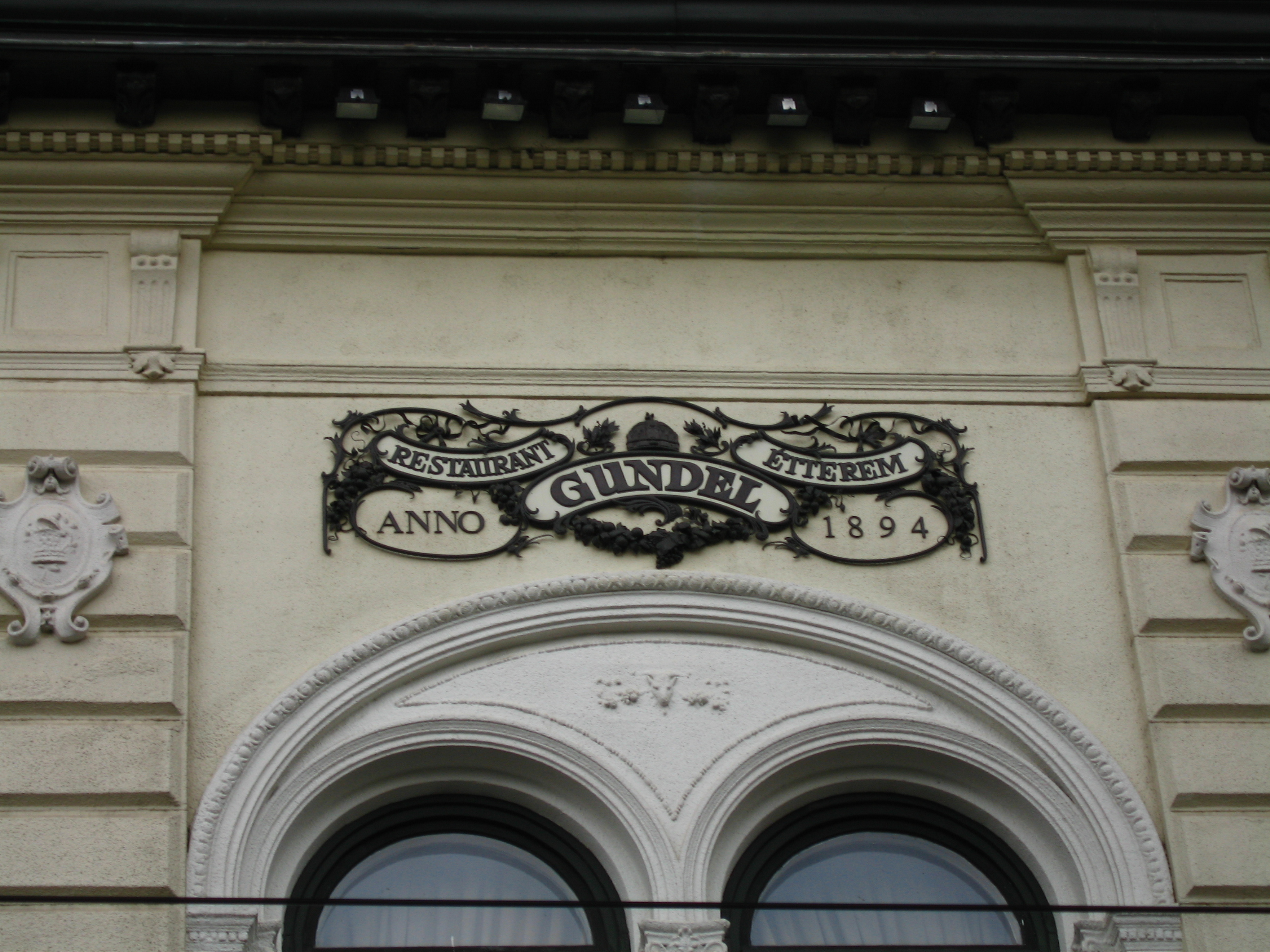
Restauracja Gundel

Gundel – jedna z najbardziej znanych restauracji Budapesztu znajdująca się w parku Városliget.

## Historia
W miejscu, gdzie obecnie znajduje się restauracja Gundel w 1894 r. otworzył swoją restaurację Ferenc Wampetics. W 1910 r. przejął ją uzdolniony syn Jánosa Gundela - Károly Gundel, który był już właścicielem wielu znanych budapeszteńskich restauracji i hoteli. W rękach rodziny Gundel restauracja zdobyła uznanie w kraju i za granicą. W 1949 r. restauracja została znacjonalizowana. W 1991 r. w czasie prywatyzacji kupili ją od państwa węgierskiego George Lang i Ronald S. Lauder i następnie odnowili w latach 1991-92. Gundel jest teraz jedną z najbardziej eleganckich restauracji Budapesztu. W 1994 r. firmy Danubius Hotels Rt. i LL Partners, LP stały się współwłaścicielami spółki zarządzającej słynną na całym świecie restauracją Gundel oraz związanymi z nią firmami (Bagolyvár, Borvendéglő, piwnice winne w Mád i Egerze oraz dystrybucja produktów marki Gundel).

## Menu
W czasie, gdy restauracją zarządzał Karol Gundel, w jej ofercie były przede wszystkim dania kuchni węgierskiej i francuskiej. Oprócz tego oferowano potrawy według własnych przepisów, z których najbardziej znane są naleśniki Gundel – Gundel palacsinta.

## Wyróżnienia
W 2011 r. restauracja otrzymała 12 punktów w przewodniku gastronomicznym Gault Millau Austria, ale do wydania z 2012 r. już nie trafiła.